# Pleurothallis ensata
Pleurothallis ensata är en orkidéart som beskrevs av Carlyle August Luer. Pleurothallis ensata ingår i släktet Pleurothallis och familjen orkidéer.
Artens utbredningsområde är Ecuador. Inga underarter finns listade i Catalogue of Life.